# Atarbolana dasycolus
Atarbolana dasycolus är en kräftdjursart som beskrevs av Yasmeen 2004. Atarbolana dasycolus ingår i släktet Atarbolana och familjen Cirolanidae. Inga underarter finns listade i Catalogue of Life.